# Estilbenolignano
Stilbenolignans es un compuesto fenólico de un stilbenoid y un lignano.
El stilbenolignano aiphanol se puede encontrar en las semillas de Aiphanes aculeata. Gnetucleistol F, gnetofuran A, lehmbachol D, gnetifolin F y gnetumontanin se pueden encontrar en Gnetum cleistostachyum.